# 作戦
作戦（さくせん、英: operations）とは、戦いを進めてゆく上でのはかりごと。「作戦を練る」のように使う。競技、事業、経営 等々における計画やその実施を指す場合もある。
軍事用語として「作戦」は、戦略単位以上の兵団の、ある期間にわたる対敵行動の総称として使用される。

## 用語
日本語の一般用語では、「作戦」が計画を指し実施は指していない場合があり、この用法は実施も意味する軍事用語とはかなり異なっている。ただし一般人が非軍事のことがらに「--作戦」という名称を付けている場合でも、軍事作戦になぞらえて、計画の実施を指している場合もある。

## 例
軍事ではない作戦について解説する。
スポーツ競技
スポーツでも「作戦」という用語・概念が使われることがある。例えばラグビーである。他の競技でも「作戦」という概念は用いられることがある。